# س. دبليو. ديبل
س. دبليو. ديبل (بالإنجليزية: C. W. Dibble)‏ هو لاعب كرة قدم أمريكية أمريكي، ولد في 23 أكتوبر 1876 في Perry, New York ‏ في الولايات المتحدة، وتوفي في 14 سبتمبر 1948 في نورث آدمز في الولايات المتحدة.